# Knodus smithi
Knodus smithi är en fiskart som först beskrevs av Fowler, 1913.  Knodus smithi ingår i släktet Knodus och familjen Characidae. Inga underarter finns listade i Catalogue of Life.